# Tone, Ibaraki
Tone (japanska: 利根町?, Tone-machi) är en landskommun i Ibaraki prefektur i Japan. 